# Solvita Āboltiņa
Solvita Āboltiņa, nata Mellupe (Ogre, 19 febbraio 1963), è una politica lettone, Presidente del Saeima dal 2010 al 2014 e Ministro della Giustizia dal 2004 al 2006.

## Biografia
Nata ad Ogre nell'allora Unione Sovietica, la Āboltiņa si laureò in giurisprudenza all'Università della Lettonia e successivamente lavorò per il Ministero degli Esteri.
Impegnata politicamente con il partito di centro-destra Nuova Era, ne divenne presidente nel 2008; quando il partito confluì nella nuova formazione Unità, la Āboltiņa continuò a svolgere le funzioni di presidente.
Nel frattempo, negli anni precedenti la Āboltiņa era stata eletta deputata al Saeima e nel 2004 era entrata a far parte del governo di Aigars Kalvītis con l'incarico di Ministro della Giustizia. La Āboltiņa lasciò l'esecutivo nel 2006 ma venne rieletta deputata e nel 2010 divenne presidente del Saeima, venendo poi riconfermata anche nelle successive elezioni.
Dall'agosto 2018 è Ambasciatore Straordinario e Plenipotenziario della Repubblica di Lettonia presso la Repubblica Italiana.

## Vita privata
È sposata con Jānis Āboltiņš e ha due figli.